# Arquidiócesis de Pretoria
La arquidiócesis de Pretoria (en latín: Archidioecesis Praetorien(sis) y en inglés: Roman Catholic Archdiocese of Pretoria) es una circunscripción eclesiástica latina de la Iglesia católica en Sudáfrica, sede metropolitana de la provincia eclesiástica de Pretoria. La arquidiócesis tiene al arzobispo Dabula Anthony Mpako como su ordinario desde el 30 de abril de 2019. 

## Territorio y organización

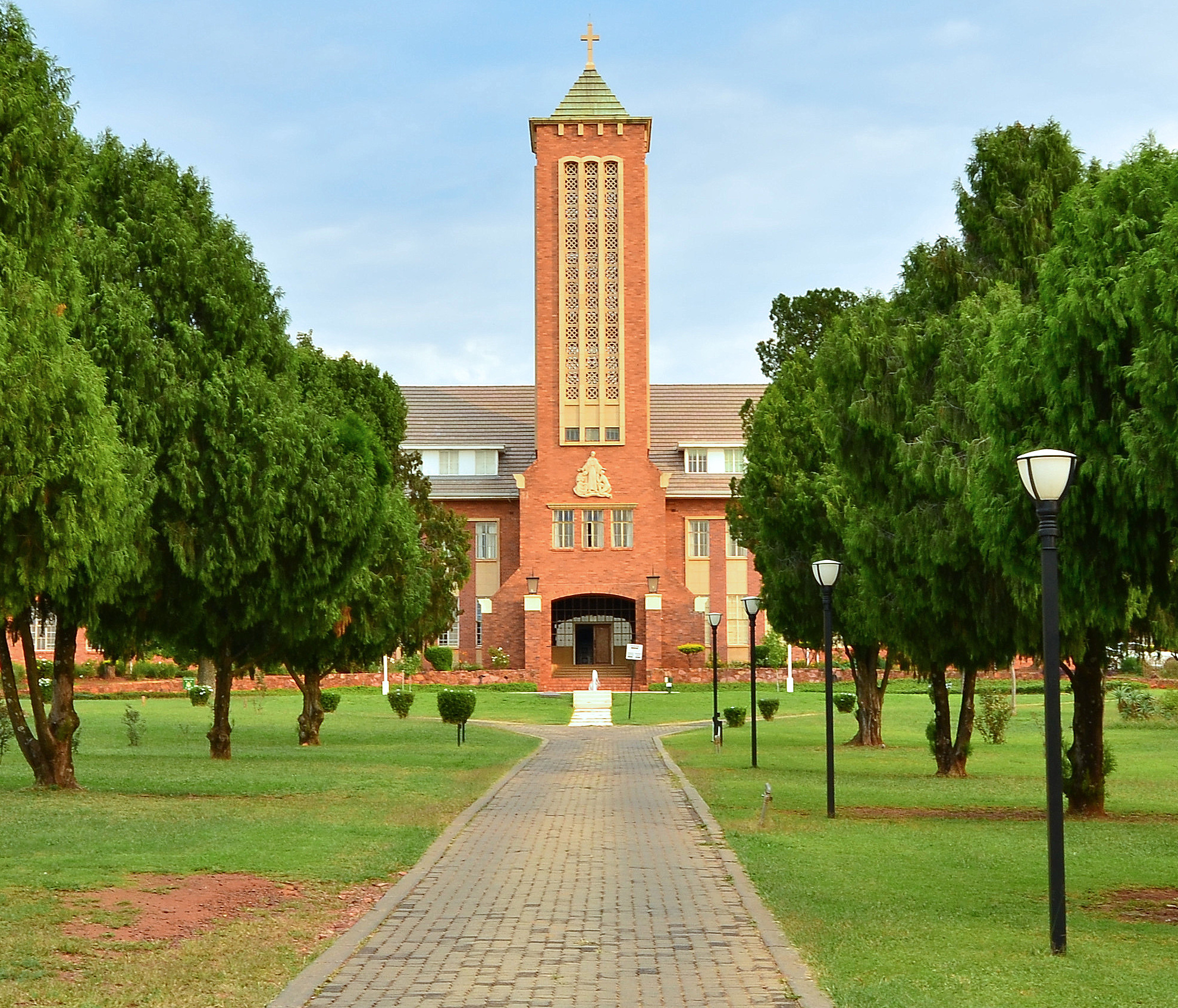
Seminario San Juan María Vianney

La arquidiócesis tiene 16 579 km² y extiende su jurisdicción sobre los fieles católicos de rito latino residentes en parte de la provincia de Gauteng.
La sede de la arquidiócesis se encuentra en la ciudad de Pretoria, en donde se halla la Catedral del Sagrado Corazón.
En 2019 en la arquidiócesis existían 66 parroquias.
La arquidiócesis tiene como sufragáneas a las diócesis de: Polokwane, Rustemburgo, Tzaneen, Francistown y Gaborone.
Los santos patrones de la arquidiócesis de Pretoria son el Sagrado Corazón de Jesús y Nuestra Señora del Buen Consejo.

## Historia
El vicariato apostólico de Pretoria fue erigido el 9 de abril de 1948 con la bula Quae ad fidem del papa Pío XII, obteniendo el territorio de los vicariatos apostólicos de Kimberley en el sur de África (hoy diócesis de Kimberley) y de Transvaal (hoy arquidiócesis de Johannesburgo).

El 11 de enero de 1951 el vicariato apostólico fue elevado al rango de arquidiócesis metropolitana con la bula Suprema Nobis del papa Pío XII.
El 28 de junio de 1971 cedió una parte de su territorio para la erección de la prefectura apostólica de Rustenburg (hoy diócesis de Rustemburgo) mediante la bula Inter rerum del papa Pablo VI.
El 5 de junio de 2007 el papa Benedicto XVI erigió la provincia eclesiástica de Johannesburgo, elevando la sede episcopal del mismo nombre a Iglesia metropolitana, asignándole como Iglesias sufragáneas a las diócesis de Manzini en Suazilandia, de Klerksdorp y de Witbank. Todas estas cuatro diócesis fueron anteriormente diócesis sufragáneas de la arquidiócesis de Pretoria. El mismo día el papa transfirió la diócesis de Gaborone y el vicariato apostólico de Francistown (hoy diócesis) de la provincia de Bloemfontein a la provincia de Pretoria.

## Estadísticas
De acuerdo al Anuario Pontificio 2020 la arquidiócesis tenía a fines de 2019 un total de 249 510 fieles bautizados.
| Año                                                                             | Población            | Población | Población      | Sacerdotes | Sacerdotes    | Sacerdotes    | Bautizados por sacerdote | Diáconos permanentes | Religiosos | Religiosos | Parroquias |
| Año                                                                             | Bautizados católicos | Total     | % de católicos | Total      | Clero secular | Clero regular | Bautizados por sacerdote | Diáconos permanentes | Varones    | Mujeres    | Parroquias |
| ------------------------------------------------------------------------------- | -------------------- | --------- | -------------- | ---------- | ------------- | ------------- | ------------------------ | -------------------- | ---------- | ---------- | ---------- |
| 1950                                                                            | 15 130               | 578 391   | 2.6            | 22         | 5             | 17            | 687                      |                      | 20         | 99         | 13         |
| 1970                                                                            | 73 602               | 1 320 800 | 5.6            | 103        | 43            | 60            | 714                      |                      | 84         | 263        | 41         |
| 1980                                                                            | 114 347              | 1 419 500 | 8.1            | 74         | 24            | 50            | 1545                     | 9                    | 92         | 244        | 46         |
| 1990                                                                            | 154 854              | 2 415 891 | 6.4            | 92         | 28            | 64            | 1683                     | 21                   | 169        | 263        | 53         |
| 1999                                                                            | 168 102              | 3 007 000 | 5.6            | 102        | 32            | 70            | 1648                     | 15                   | 137        | 197        | 61         |
| 2000                                                                            | 169 261              | 3 051 479 | 5.5            | 117        | 39            | 78            | 1446                     | 16                   | 147        | 144        | 60         |
| 2001                                                                            | 169 280              | 4 500 000 | 3.8            | 119        | 38            | 81            | 1422                     | 16                   | 184        | 175        | 59         |
| 2002                                                                            | 169 000              | 4 500 000 | 3.8            | 121        | 39            | 82            | 1396                     | 14                   | 141        | 193        | 59         |
| 2003                                                                            | 174 000              | 4 590 000 | 3.8            | 103        | 38            | 65            | 1689                     | 13                   | 124        | 193        | 59         |
| 2004                                                                            | 186 383              | 4 705 000 | 4.0            | 113        | 46            | 67            | 1649                     | 12                   | 126        | 166        | 59         |
| 2013                                                                            | 219 995              | 4 159 325 | 5.3            | 126        | 52            | 74            | 1745                     | 13                   | 89         | 155        | 67         |
| 2016                                                                            | 240 000              | 4 500 000 | 5.3            | 112        | 40            | 72            | 2142                     | 21                   | 84         | 139        | 67         |
| 2019                                                                            | 249 510              | 4 671 950 | 5.3            | 128        | 57            | 71            | 1949                     | 22                   | 96         | 128        | 66         |
| Fuente: Catholic-Hierarchy, que a su vez toma los datos del Anuario Pontificio. |                      |           |                |            |               |               |                          |                      |            |            |            |

## Episcopologio
- John Colburn Garner † (9 de abril de 1948-28 de abril de 1975 renunció)
- George Francis Daniel (28 de abril de 1975-24 de noviembre de 2008 retirado)
- Paul Mandla Khumalo, C.M.M. (24 de noviembre de 2008-15 de diciembre de 2009 renunció)
- William Matthew Slattery, O.F.M. (23 de diciembre de 2010-30 de abril de 2019 retirado)
- Dabula Anthony Mpako, desde el 30 de abril de 2019